# مشيخة (أنثروبولوجيا)
المشيخة شكلاً من أشكال التنظيم السياسي للشعوب الأصلية والجماعات الإثنية المستقرة التي تعترف (أو اعترفت تاريخياً) بحكم أو أكثر من الحكام الدائمين. وفقا لمورتون فريد، فهي واحدة من المجتمعات التراتبية (Ranggesellschaft).
في الإثنولوجيا السياسية، فإن المشيخة موقعها بين (احيانًا انقسامية وعديمة السلطة) المجتمعات القبلية والمجتمعات المنظمة في الدول.
في عام 1981، عرّف الإثنولوجيا السياسية الإثنولوجي الأمريكي كارنيرو Robert L. Carneiro المشيخة بأنها «وحدة سياسية مستقلة تتألف من عدد من القرى أو المجتمعات والتي تخضع لسيطرة زعيم اعلى».
في الاستخدام الشائع، يشار إلى نطاق سلطة زعيم أو قائد تقليدي بشكل عشوائي باسم المشيخة.

## المتطلبات الأساسية

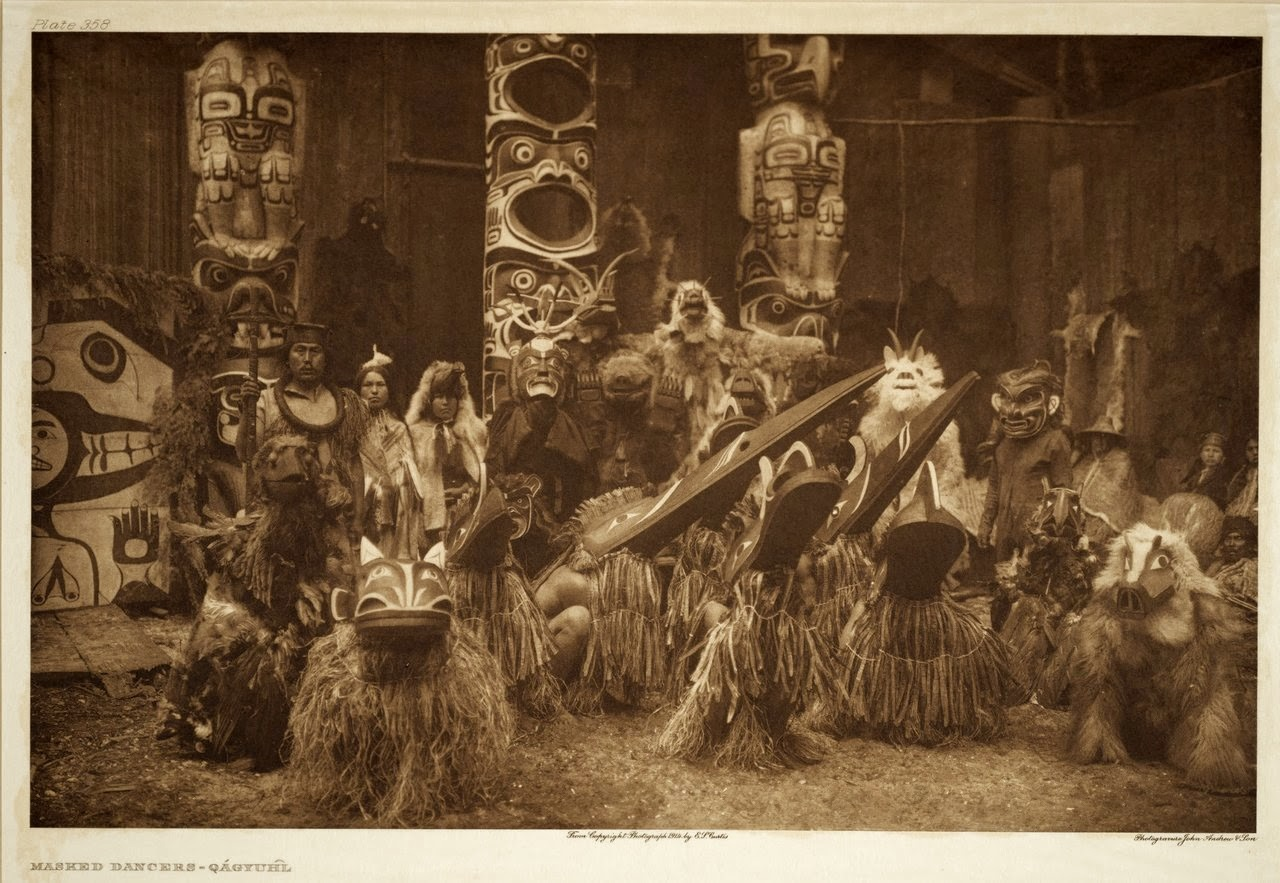
في مشيخات الساحل الغربي لأمريكا الشمالية ، تم التخفيف من عدم المساواة من حيث الموارد بانتظام من خلال مهرجان طقوس البوتلاتش.

الشرط الأساسي لظهور المشيخة هو ظهور عدم المساواة الاجتماعية في المجتمعات القبلية الانقسامية (segmentäre Gesellschaft)، ولا سيما:
- عدم المساواة بين الرجال والنساء. كثير من هذه المجتمعات منظمة حسب آبائهم (نسب أبوي patrilinear) ومسكن الزوجية عند الرجل أو والده (إقامة أبوية patrilocal). تتمتع المرأة عمومًا بوضع اجتماعي أقل من الرجل. على وجه الخصوص، حقيقة أن النساء يتركن أسرهن بعد الزواج ويعشن في حياة أزواجهن يضعهن في وضع غير مؤات بطرق عديدة: [2]
  - وضعهن الاجتماعي يتدنى؛ إنهن معزولات عن جميع الاتصالات الاجتماعية السابقة، على سبيل المثال مع الأصدقاء، وأحيانا يضطرون للعيش بين أشخاص لم يعرفوهن من قبل.
  - بشكل عام، لا يحق للمرأة أن ترث ولا يمكنها الاستفادة إلا بقدر محدود من عمل نسلهن.
  - في النظم الأبوية، لا تُقام علاقات القرابة إلا من خلال الرجال.
  - على الرغم من أن المرأة تلعب دورا مهيمنا في الزراعة والإنتاج البيتي، إلا أن منتجات العمل يتحكم فيها الرجال.

تطورت أنظمة صداق العروس من تبادل النساء في الأصل، بحيث يمكن شراء النساء من قِبل أسرة العريس مقابل جهاز العروس (الأشياء أو الممتلكات القيمة أو الدائمة). 
- عدم المساواة بين الرجال الأصغر سنا والأكبر سنا : شكل آخر من أشكال اللامساواة في هذه المجتمعات هو المكانة البارزة لأكبر الرجال (مبدأ الأقدمية). غالباً ما يكون للشيوخ أكبر سلطة ويقررون أهم شؤون الإنتاج العامة، وينسقون عملية الإنتاج وإدارة المخزونات الزراعية. في المجتمعات الأبوية، يتفاوضون على تحالفات الزواج مع شيوخ المجتمعات الأخرى ويحددون أعضاء كل مجموعة الذين عليهم الزواج من بعضهم البعض.
- عدم المساواة بين الناجح وأقل نجاحا من الرجال: أعضاء المجتمعات الانقسامية يعتقدون أن أي مسعى ناجح بشكل خاص على سبيل المثال صياد، والمزارعين أو المحارب، هو نتيجة لامتلاك قوات خارقة للطبيعة، تسمى في اللغة البولينيزية مانا ، وهي معروفة في جميع أنحاء العالم تحت أسماء مختلفة. وكلما زاد نجاح (الهيبة) الشخص، يكون لديه المزيد من المانا وتعزى إليه المزيد من القوى النفسية. بما أن المانا لا يتم توزيعها بالتساوي بين جميع أفراد المجتمع، ولكن بطريقة تتوافق مع النجاح الديني أو السياسي أو الاقتصادي للفرد، فإنها تتسبب في توزيع المجتمع على مجموعات مكانة مختلفة، والتي يتم تحديدها من خلال حصتها في المانا . وجود المانا يؤدي إلى صراع مستمر من أجل التقدير بين أفراد المجتمع.

## تشكيل

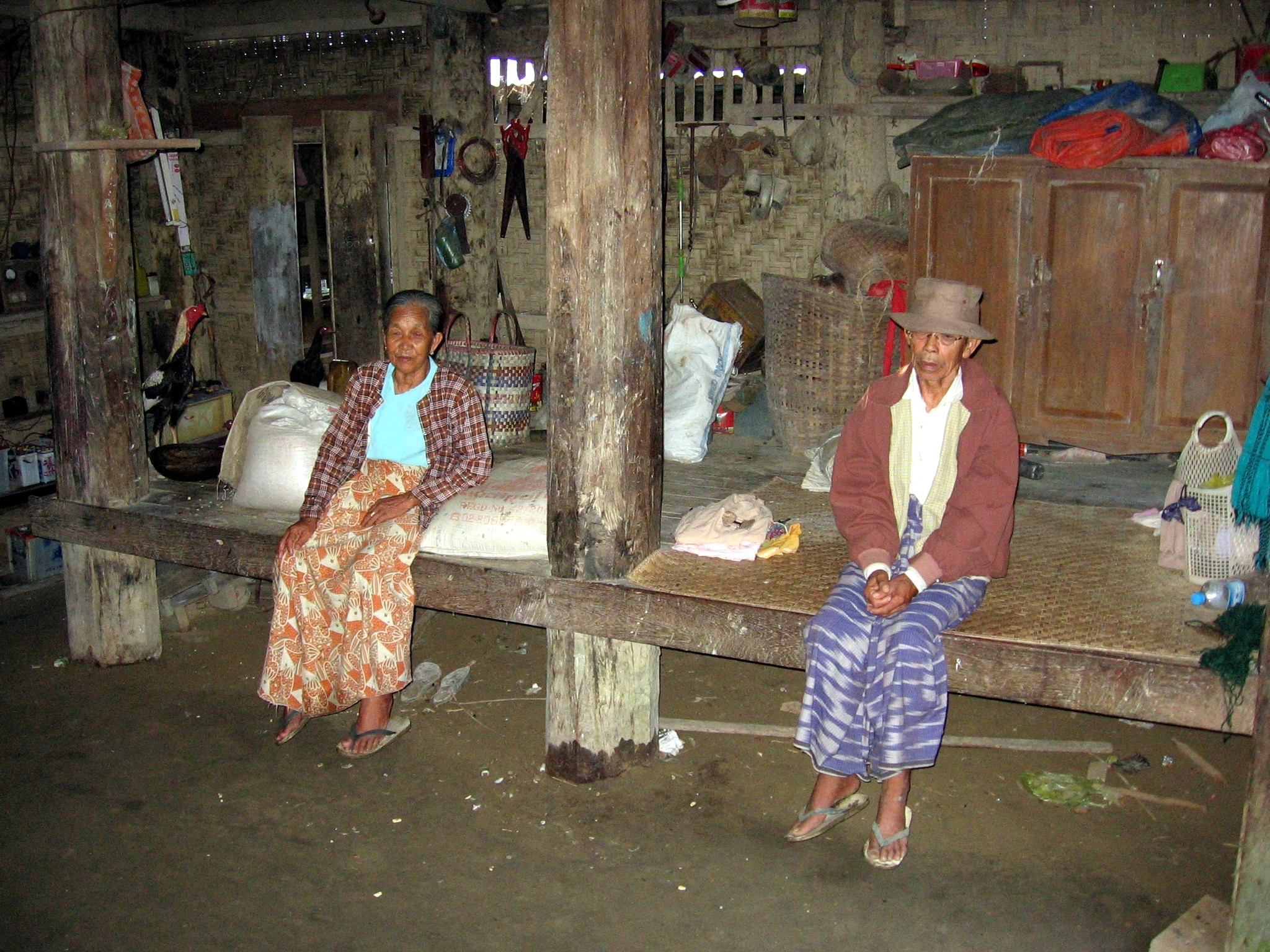
أعضاء من شعب جينغبو Jingpo الذين استخدمهم فريدمان Friedman لفهم نشأة المشيخة.

وصف عالم الأنثروبولوجيا الأمريكي جوناثان فريدمان Friedman أصول المشيخة في عام 1975 باستخدام مثال جينجبو Jingpo أو كاكين Kachin في ميانمار (بورما): تنشأ مشيخة عندما يكتسب الفرد سمعة اجتماعية عالية (مانا ، هيبة) في حالة حرب، على سبيل المثال، ولكن بشكل خاص من خلال تنظيم الاحتفالات مع الهبات المتبادلة (على سبيل المثال: عيد بوتلاش) وعن هذه المانا تنشاء حلقة ردود فعل إيجابية وبالمحصلة يتركز جزء كبير من منتج العمل الاجتماعي في عائلته أو سلالته (قبيلة،عشيرة). مثال: 
1. زعيم عشيرة يقيم حفلًا كبيرًا بشكل خاص للقرية بأكملها. يستطيع تحمله لأنه كان لديه حصاد جيد.
2. يُحسن هذا الحفل سمعته بشكل كبير؛ الآن هو يستطيع أن يزيد من قيمة مهر بناته.
3. يستخدام فائض الإنتاج (Mehrprodukt) المكتسب من خلال مهر بناته للحصول لنفسه على نساء إضافيات.
4. من ناحية، يزيد ذلك من سمعة عشيرته، ومن ناحية أخرى، فإن النساء، والأطفال الذين يولدون من قبلهم، يوفرون الآن المزيد من العمال ويمكن إنتاج المزيد من السلع للاحتفالات.
5. هذه بدورها تزيد من سمعة زعيم هذه العشيرة أكثر.

## الخصائص

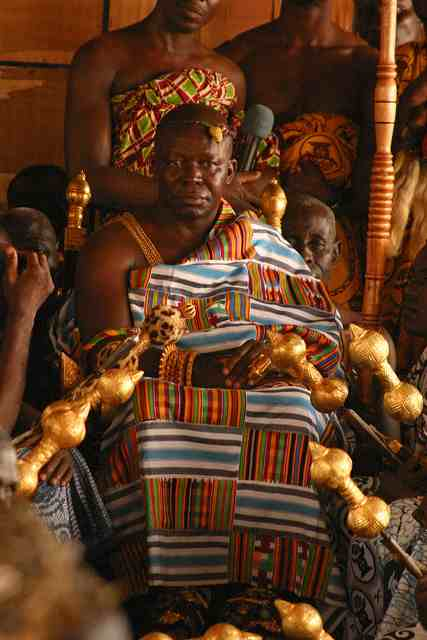
الملك أوسي توتو الثاني Osei Tutu II.. لشعب أشانتي في غانا : مكانته ترجع إلى نسب أمومي إلى المشيخة أشانتي التاريخية.

بسبب آلية المانا ، يفترض رجال القبائل أن زعيم أكثر نسب مرموق له علاقات جيدة مع الأسلاف والأرواح والآلهة. فيقدمون الأضاحي في مذبح منزله. والتقدمات تذهب إلى مجموعة النسب الخاصة بالزعيم.
كذلك هناك تسلسل هرمي للروابط القرابية: إذ يعد نسب الزعيم أقدم سلالة في المنطقة بأسرها، والتي لها قرابة مباشرة مع أالاسلاف المؤسسين أو الأرواح والآلهة. المجموعات النسبية الأخرى تعتبر الآن ذرية الأبناء الصغار للأسلاف المؤسسين. وهكذا من نظام بعدة مجموعات نسب متكافئة أصلًا، وترتبط مع بعضها البعض من خلال الزواج، ينشأ نسيج موشّى Ramage (مشابهة للعشيرة الكبيرة، حسب ريموند فيرث) أو هيكل قبيلة مخروطي (حسب كيرشهوف Paul Kirchhoff). في ذلك، تمتلك مجموعات النسب المرتبطة بأنظمة الزواج موقعًا هرميًا متدرجًا، والذي يتم تحديده من خلال مسافة النسب إلى المجموعة الأكثر مكانة في الوسط، والتي منها بخرج الزعيم. ولا يهم كيف تبدو العلاقات القرابية الحقيقية.
تعمل هذا الكوكبة على إضفاء الطابع المؤسسي الدائم نسبياً على السلطة السياسية في الزعيم وتدعم وراثة وظيفته بالعموم لابنه الأكبر (بكورية). وبذلك لم يعد على ذريته القيام بالأعمال البطولية الخاصة للاعتراف بهم كزعماء - إذ يكفي أن يكتسبوا المكانة من خلال إعادة توزيع المتاع التي يتلقونها من خلال طقوس الأضاحي والمهر.
يمكن أن تزيد سمعة الزعيم لأنه من خلال المتاع الذي تحت تصرفه قادر على:
- توسيع موقعه المركزي في شبكة تحالفات الزواج؛
- من خلال فاعليات العبادات توفير تعزيزات دينية إضافية لسلطته؛
- اكتساب أتباع يعتمدون عليه ماديًا ومن حيث المكانة ويمكن أن يكونوا مسلحين أيضًا؛ لذلك يميل الزعيم إلى أن يكون قادرًا على إنفاذ قراراته حتى لو احجم المحكومون من قبله؛ ومع ذلك، التبعية في المشيخات محدودة في العدد بسبب الموارد المحدودة وبالتالي ليست فعالة في الواقع.

بينما تستمر سلطة الزعماء في الزيادة في هذه العملية، لا يعود بعض مجموعات النسب قادرين على دفع التقدمات المتزايدة والمهور. ويمكن بعد ذلك أن تغرق في وضع عبودية مديونية للزعيم.
إن الموقع المركزي للزعيم في شبكة علاقات القرابة والدين يعني أنه يقرر الآن إلى حد كبير في جميع المسائل المهمة للنسيج المجتمعي بأكمله. وهو يشرف على عملية الإنتاج ويحشد المجموعات للعمل المشترك أو للحرب ضد المناطق المجاورة. ومع ذلك، فإنه عموما لا يملك أهم وسائل الإنتاج.
على عكس المجتمعات الانقسامية والمتكافئة، توجد قوة سياسية دائمة في المشيخة، وهي مرتبطة بمنصب وراثي. ويختلف زعماء القبائل عن المجتمعات التي تنظمها الدولة من حيث أنه لا يوجد احتكار للعنف ولا يوجد عدد كبير من الموظفين المكلفين بإنفاذ القوانين يمكن السلطة المركزية إنفاذ قراراتها. في كثير من الأحيان لا يستطيع الزعماء حتى اتخاذ القرارات من تلقاء أنفسهم، فهم يعتمدون على مشاركة القبيلة أو الشيوخ، ويجب أن يواجهوا باستمرار إمكانية الانفصال والتمرد.

## تطور
غالبا ما تكون المشيخات توسعية وتريد التوسع؛ وتطور حاجة متزايدة للعمال. إلا إذا كان نسب أو عشيرة الزعيم يضم العديد من العمال، فإنه يمكن توليد فائض الإنتاج (Mehrprodukt) وهو ما يكفي لالتزامات المشيخة العديدة. بالإضافة لذلك يجري استغلال سلالات المشيخة الأخرى، وتحاول المشيخة كسب عمال إضافيين من خلال الحروب ضد المناطق المجاورة. لهذا السبب، يميل سكان المشيخة في منطقتهم الأساسية إلى النمو بسرعة. بالإضافة إلى ذلك، فهي تمتد على مساحات أكبر. إذا سمحت الظروف التاريخية والبيئية لهذا التوسع وتعززه، فإن هياكل القوة العمودية يتوطد ويمكن أن تتطور الأشكال الأولى للحالات الدول من المشيخات.
إذا لم يكن الأمر على هذا الحال، فسوف تنهار المشيخات مرة أخرى بعد وقت معين. ومع ذلك، يمكن أن تتشكل مرة أخرى بعد ذلك. كان هذا هو الحال، على سبيل المثال، مع جينغبو Jingpo ، ولكن أيضًا مع العديد من المشيخات في جزر المحيط الهادئ .

## أدبيات
- ستيفان بروير: لsociogenesis من Patrimonialstaates . In: Stefan Breuer، Hubert Driver (ed.): الأصل والتغيير الهيكلي للدولة (= مساهمات في بحوث العلوم الاجتماعية. فرقة   38). Westdeutscher Verlag، Wiesbaden 1982، ISBN 3-531-11609-6، p.   163-227 (ملف PDF ؛ 7.6   ميغابايت، 66   الصفحات نسخة محفوظة 13 يونيو 2020 على موقع واي باك مشين. في springer.com).
- ستيفان بروير: الدولة القديمة. في علم اجتماع الحكم الكاريزمي. Reimer، Berlin 1990، ISBN 3-496-00384-7 .
- روبرت ل. كارنيرو: المشيخة: سلائف الدولة. In: Grant D. Jones، Robert Kautz (ed.): الانتقال إلى الدولة في العالم الجديد. مطبعة جامعة كامبريدج، نيويورك 1981، ردمك 0-521-17269-1 ، ص.   37-79 (الإنجليزية؛ Teilansicht).
- تيموثي ك. إيرل: المشايخ في المنظور الأثري والعرقي. في: الاستعراض السنوي للأنثروبولوجيا. فرقة   16 أكتوبر 1987، دُوِي:10.1146/annurev.an.16.100187.001431 ، ص.   279-308 (الإنجليزية).
- تيموثي ك. إيرل (ed.): القبائل: السلطة، والاقتصاد، والأيديولوجية. مطبعة جامعة كامبريدج، كامبريدج 1997 (الإنجليزية).
- جوناثان فريدمان: القبائل والولايات والتحولات. في: موريس بلوخ): التحليلات الماركسية والأنثروبولوجيا الاجتماعية (= جمعية دراسات الأنثروبولوجيا الاجتماعية. فرقة   3). وايلي، نيويورك 1975 (الإنجليزية).
- Elsa M. Redmond (ed.): القبائل والشيخوخة في الأمريكتين. University Press of Florida، Gainesville 1998 (English review by Timothy K. Earle).
- فرانك روبرت فيفيلو: القادة السياسيون في المجتمعات المقسمة - المشايخ. في: نفس: كتيب الأنثروبولوجيا الثقافية. مقدمة أساسية. Klett-Cotta، Stuttgart 1981، ISBN 978-31293-8320-9، p.   202-203 (الولايات المتحدة الأصل: 1978).

## دليل المواقع
- Gabriele Rasuly-Paleczek (2011). "ad. Häuptlingstum (engl. chiefdom)" (PDF). Einführung in die Formen der sozialen Organisation (Teil 5/5). Institut für Kultur- und Sozialanthropologie, Universität Wien. ص. 194–196. مؤرشف من الأصل (PDF; 221 kB) في 2013-10-04. اطلع عليه بتاريخ 2014-02-14. {{استشهاد ويب}}: تجاهل المحلل الوسيط |kommentar= لأنه غير معروف (مساعدة)
- Hans-Rudolf Wicker (2005). "Politische Führungssysteme" (PDF; 532 kB). Leitfaden für die Einführungsvorlesung in Sozialanthropologie. Studienmaterialien, Institut für Sozialanthropologie, Universität Bern. ص. 38–41. اطلع عليه بتاريخ 2014-02-14. {{استشهاد ويب}}: تجاهل المحلل الوسيط |kommentar= لأنه غير معروف (مساعدة)